# Caclic
Caclic ist ein kleines Dorf am Fluss Utcubamba, ca. 30 Kilometer von Chachapoyas im Distrikt Chachapoyas in der Provinz Chachapoyas, Amazonas, Peru, entfernt.
In Caclic befindet sich die Central Hidroelectrica Caclic, neben El Muyo eines der zentralen Wasserkraftwerke, welche das Zentrum Nordperus mit elektrischer Energie versorgen. Das Wasserkraftwerk Caclic wird von Electronorte S.A. betrieben. Es hat eine Leistung von 4,8 Megawatt.
Bei der Zählung im Jahr 1999 wurden in Caclic 18 Wohnhäuser gezählt.
Neben einer wichtigen Polizeistation beherbergt Caclic auch eine Brücke, welche die Kreuzung der Straßen Pedro Ruíz Gallo/Chachapoyas/Luya darstellt.
In Caclic befindet sich außerdem ein Stützpunkt der PNP, der peruanischen Nationalpolizei und eine Kapelle, die zu Ehren der Virgen de los Dolores, der schmerzensreichen Jungfrau Maria, geweiht ist.
Koordinaten: 6° 12′ S, 77° 54′ W